# St. Elisabeth (Brunstorf)

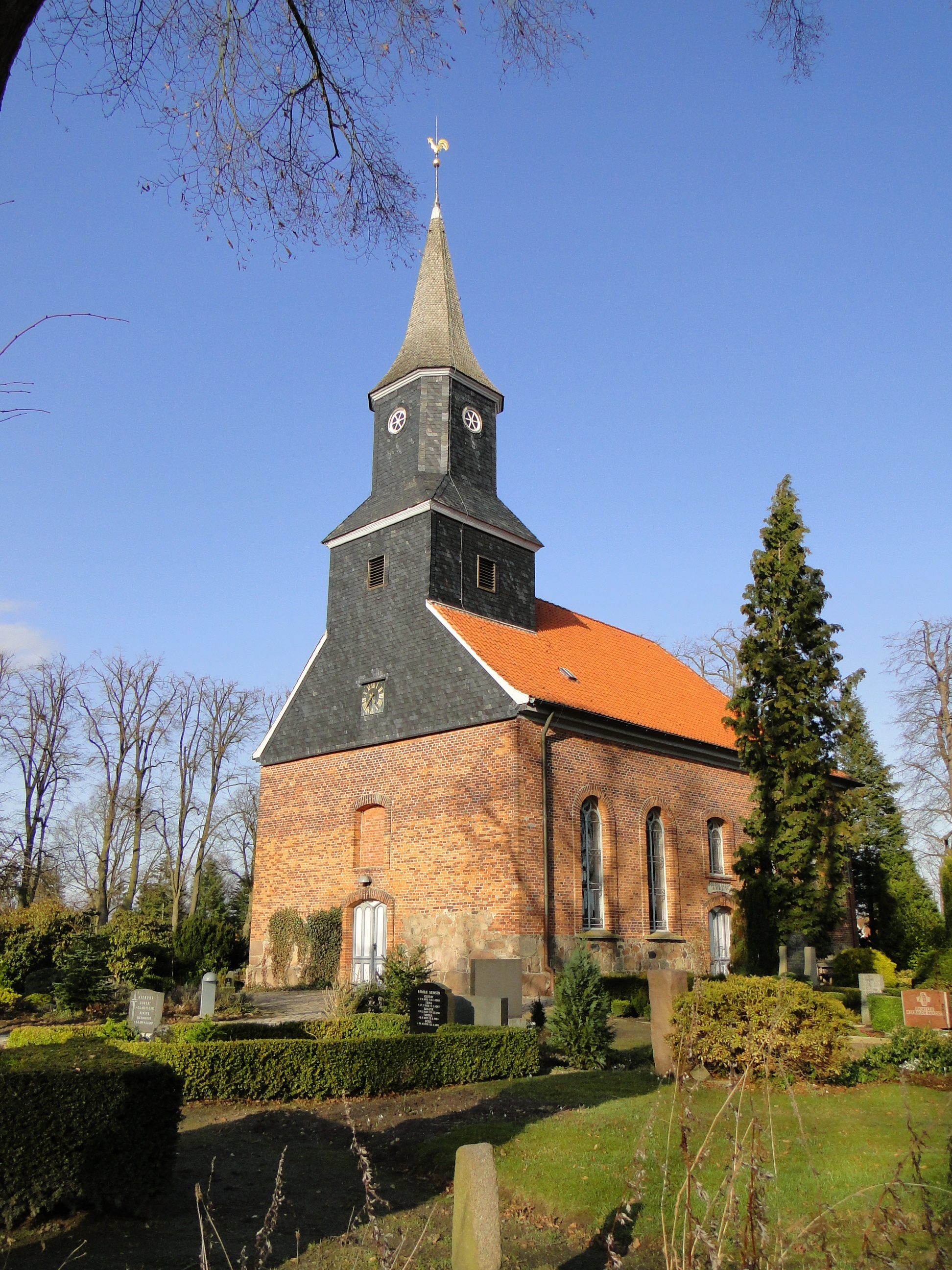
St. Elisabeth in Brunstorf

Die Kirche St. Elisabeth ist ein geschütztes Kulturdenkmal mit der Objekt-ID 593 im Denkmalschutzgesetz in Brunstorf, einer Gemeinde im Kreis Herzogtum Lauenburg in Schleswig-Holstein. Das Kirchengebäude gehört zum Kirchenkreis Lübeck-Lauenburg der Evangelisch-Lutherischen Kirche in Norddeutschland.

## Beschreibung
Die Kirche wurde 1777 auf den Resten einer Vorgängerkirche aus dem 13. Jahrhundert erbaut. Sie besteht aus einem Langhaus und einem Westbau, in dessen Mitte sich ein quadratischer Kirchturm erhebt, dessen achteckiger Aufsatz mit einem spitzen Helm bedeckt ist. 
Der Innenraum wurde 1858 nach einem Entwurf des Landbaumeisters Carl August Wilhelm Lohmeyer (1824–1883) zu einer dreischiffigen Hallenkirche umgestaltet. Das Mittelschiff ist mit einem kassettierten Tonnengewölbe überspannt, die beiden Seitenschiffe mit Flachdecken. Zur Kirchenausstattung gehören ein hölzerner Taufengel von 1738, zwei spätgotische Apostelfiguren, eine Anna selbdritt vom Anfang des 16. Jahrhunderts und ein barocker Salvator mundi. Die Orgel wurde in den 1950er Jahren von einem unbekannten Orgelbauer errichtet.